# Décès en 945
Décès
- 941
- 942
- 943
- 944
- 945
- 946
- 947
- 948
- 949

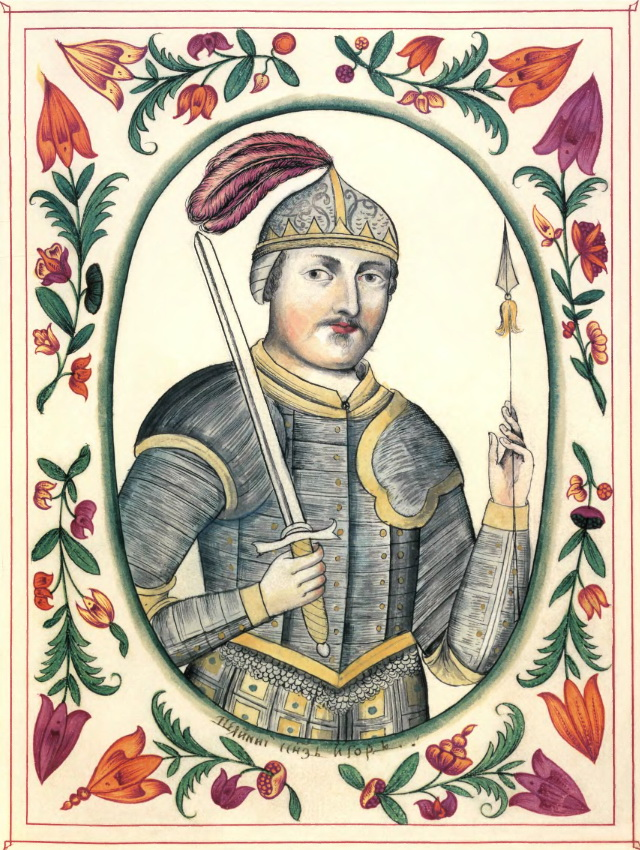
Igor de Kiev, mort en 945.

Cette page dresse une liste de personnalités mortes au cours de l'année 945 :
- mars : Bagrat Magistros,  prince géorgien de la famille des Bagrations.
- 23 octobre : Hyejong, 2e roi de Goryeo.

- Abou Bakr al-Chibli, mystique musulman.
- Abū Muhammad al-Hasan al-Hamdānī, géographe, poète, grammairien, historien et astronome arabe.
- Adarnassé II d'Artanoudji, ou Adarnassé VIII Bagration, prince géorgien d'Artanoudji.
- Igor de Kiev, prince de la Rus' de Kiev (Grand-duc de Kiev) de la dynastie des Riourikides.
- Herluin de Montreuil, comte de Montreuil et abbé de Saint-Riquier.
- Fujiwara no Nakahira, homme d'État, courtisan et politique japonais de l'époque de Heian.
- Ki no Tsurayuki, aristocrate et homme de lettres de l'époque de Heian, ompilateur du Kokin Wakashū (Anthologie de waka anciens et modernes), il est un des trente-six grands poètes et l'auteur du Journal de Tosa, récit de son voyage de Tosa à Kyoto.
- Richer, comte de Metz, abbé de Lobbes, d'Aulne et de Prüm, puis évêque de Liège.
- Rognvald II Gudfirdsson, roi du Royaume viking d'York.

## Crédit d'auteurs
- Cet article est partiellement ou en totalité issu de l'article intitulé « 945 » (voir la liste des auteurs).